# Грок
Грок (наст. имя Ша́рль Адрие́н Ветта́х; 10 января 1880, Ловрес, Швейцария — 14 июля 1959, Империя, Италия) — швейцарский клоун. Был назван «королем клоунов» и «величайшим клоуном Европы». В определённый момент времени был самым высокооплачиваемым в мире эстрадным артистом.

## Биография

### Становление артиста
Шарль Адриен Веттах происходил из рода швейцарских крестьян-пастухов. Мать Адриена владела игрой на фортепиано, а отец был метким стрелком и часовщиком. С раннего детства он привил сыну любовь к цирку.
Однажды Адриена заметил клоун Альфреде и пригласил его в труппу бродячего цирка. Веттах стал его партнёром. Их дуэт под названием «Альфредианос» продолжал существовать в течение двух лет до того момента, когда Альфреде женился, после чего Адриен ещё дважды менял партнёров, а потом оставил бродячий цирк и уехал во Францию. К моменту отъезда он владел несколькими музыкальными инструментами, искусствами жонглирования, акробатики, канатоходства, умел ездить верхом на лошади. Однако, несмотря на это, в Национальном швейцарском цирке в городе Ним он получил лишь должность кассира.
Работая в цирке, Адриен Веттах сблизился с музыкальным эксцентриком, выступавшим под псевдонимом Брик, вскоре заменив его ушедшего партнёра Брока. В это же время он принял свой знаменитый псевдоним «Грок». 1 октября 1903 года состоялся дебют Грока на арене Национального швейцарского цирка.

### Популярность
С 1905 по 1906 год Брик и Грок гастролировали на территории Франции (парижский цирк «Медрано»), Бельгии, Испании, в странах Южной Америки. После расставания с коллегой Грок выступал в дуэте с известным клоуном Антонэ, а позже стал работать сольно. 15 августа 1911 года во время выступления в берлинском мьюзик-холле «Винтергарден» клоун впервые потерпел серьёзное фиаско, однако в октябре 1913 года он вновь побывал с гастролями в Австро-Венгрии и Германии и на сей раз выступил более удачно. В том же году он был впервые назван «Королём клоунов». Незадолго до начала Первой мировой войны Грок также осуществил турне по городам России (Москва, Санкт-Петербург, Рига), обернувшееся триумфом.
После Первой мировой войны Грок возобновил свои выступления: в 1918—1919 годах — в концертном зале «Олимпия» в Париже, в 1919—1920 годах — в залах городов США, куда он отправился с турне.
В 1931 году свет увидел фильм Грока, посвящённый ему самому. Несмотря на то, что клоун распространил его среди владельцев многих кинотеатров, успеха он не имел. Премьера фильма состоялась 24 февраля 1931 года в Берлине.

### Последние годы
Вскоре после окончания Второй мировой войны Грок выпустил два новых фильма («До свидания, господин Грок»), в которые включил свои лучшие номера, а 24 марта 1951 года открыл свой собственный цирк «Грок» и организовал масштабное турне по странам Европы. Последний раз Грок вышел на арену в Гамбурге 31 декабря 1954 года.
Умер Грок в 1959 году в итальянском городе Империя, в принадлежавшей ему большой мраморной вилле.

## Память
Сегодня в Европе проводится международный цирковой фестиваль клоунов, призом которого является «Золотая маска Грока» — высшее признание клоунского мастерства. Обладателем этого приза в СССР стал клоун «Андрюша»— Андрей Николаев в 1969 году.